# Blepharodon angustifolium
Blepharodon angustifolium é uma espécie de plantas com flores. Foi descrito pela primeira vez por Gustaf Oskar Andersson Malme. Blepharodon angustifolium pertence ao gênero Blepharodon e à família Apocynaceae.
Este tipo de planta é encontrada em:
- norte e centro-oeste do Brasil
  - Amazonas
  - Mato Grosso
- Paraguai

Não há tipos listados como este.